# مضخة وقود

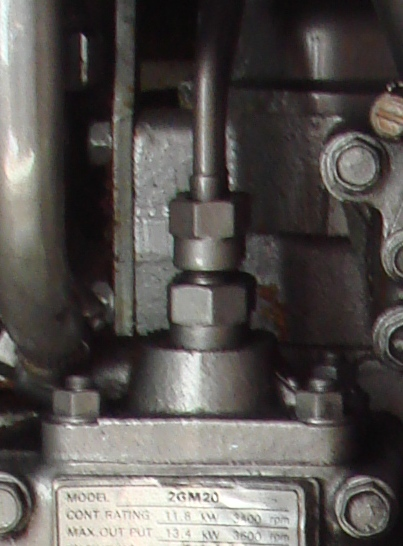
مضخة وقود تعمل تحت ضغط عالى في محرك ديزل يانمار البحري.

مضخة الوقود عادة وليس دائمًا ما تكون جزءًا أساسيًا من السيارة أو أي ماكينة تعمل بمحرك احتراق داخلي، بينما العديد من السيارت وخصوصصًا القديم منها لا تحتاج إلي مضخة وقود إطلاقًا، فقط تحتاج الجاذبية لتغذية المحرك بالوقود من خزان الوقود أو تحت ضغط مرتفع إلى نظام حقن الوقود الموجود في السيارة، وعادة ما تستخدم المحركات ذات الكاربراتير مضخات ميكانيكية للوقود حيث يتم وضعها خارج خزان الوقود، بينما المحركات التي تستخدم حقن الوقود فيتم استخدام مضخات كهربائية ويتم وضعها داخل خزان الوقود، وهناك بعض المحركات التي تستخدم حقن الوقود تحتوي علي مضختين، الأولى مضخة تعمل تحت ضغط منخفض أو توفير كميات كبيرة من الوقود والثانية تعمل تحت ضغط مرتفع أو توفير كميات ضئيلة من الوقود وتكون بالقرب من المحرك نفسه.

## المضخات الميكانيكية

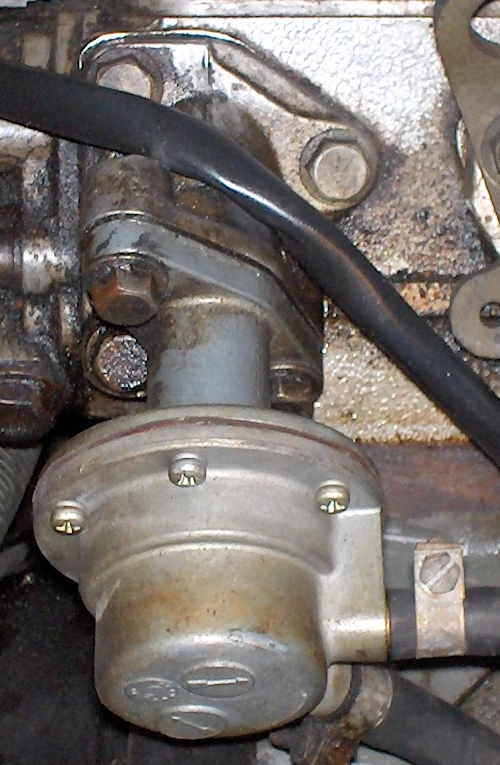
مضخة وقود ميكانيكية مركبة بجوار مقدمة الاسطوانة

قبل أن يتم الاعتماد بشكلٍ مُوسّع علي أنظمة الحقن الإلكترونية كانت معظم محركات السيارات التي تعمل بالكاربراتير تستخدم مضخة وقود ميكانيكة لنقل الوقود من خزان الوقود إلى داخل أوعية الوقود بالكاربراتير، ومعظم مضخات الوقود الميكانيكية من نوع المضخات ذات الحجاب الحاجز وهي من نوع المضخات ذات الإزاحة الإيجابية، وتحتوي مضخات الحجاب الحاجة على حجرة يزداد ويقل حجمها نتيجة لوجود حجاب مرن يُشبه في عمله المضخة ذات المكبس، ويوجد بالأعلى صمام عدم رجوع علي كل من مدخل ومخرج غرفة المضخة وذلك لجعل الوقود يسلك مسارًا واحدًا فقط، وتختلف التصميمات للمضخة لكن التصميم الشائع هي تلك المضخات التي تُوجد مُثبتة بأعلى المحرك، وعن طريق انقباض الحجاب للنقطة الميتة السفلى يزداد حجم حجرة المضخة وبالتالي انخفاض الضغط داخلها مما يسمح للوقود بإن يندفع داخل المضخة قادمًا من الخزان الذي يؤثر عليه الضغط الجوي، وعندما يعود الحجاب الحاجز للمضخة إلى النقطة الميتة العليا بفعل الزنبرك الخاص بالحجاب، يؤدي ذلك إلى الضفط علي الوقود داخل حجرة المضخة مسببًا ضغط الوقود وجعله يمر عبر صمام الخروج للمضخة متجهًا إلى الكاربراتير، والضغط الذي يُسبب حركة الوقود في المضخة محدود ومرتبط بالقوة التي يؤثر بها زنبرك الحجاب.
ويحتوي الكاربراتير على وعاء حيث يتم استقبال الوقود من المضخة، وعندما يصل مستوى الوقود في الوعاء مستوى معين يتم غلق صمام السحب في الكاربراتير مانعًا مضخة الوقود من ضخ أي وقود إضافية إلى الكاربراتير، وعند تلك النقطة يبقي أي وقود إضافي محصورًا بداخل المضخة عاجزًا عن الخروج من المدخل أو المخرج، ويبقى هناك في غرفة المضخة حتى يتم إعادة فتح صمام الكاربراتير مرة أخرى.
وبسبب أن علي أحد جانبي حجاب المضخة هناك وقود تحت ضغط والجانب الآخر موصول بعلبة عمود الكرنك الخاص بالمحرك فإن حدوث انزلاق لذلك الحجاب ( مشكلة شائعة في المضخة) يؤدي إلى تسرب الوقود داخل علبة عمود الكرنك.
وتقوم المضخة بخلق ضغط سلبي لسحب الوقود من خلال خط الوقود، ومع ذلك فإن الضغط المنخفض بين المضخة وخزان الوقود وبالإضافة إلي حرارة المحرك وسخونة الجو من الممكن أن يؤدي كل هذا إلى تبخر الوقود في خطوط السحب، وهذا يُسبب نقص في الوقود داخل مضخة الوقود المُصممة لضخ السوائل وليست البخار، وبالتالي لا تستطيع المضخة إضافة وقود إلي المحرك مسببًة عطل في المحرك، وهذا الوضع مختلف عن الانسداد الذي يحدث بالبخار عندما يحدث غليان للوقود في خطوط الوقود بسبب ارتفاع درجة حراة ة المحرك في الجانب الآخر للمضخة من جهة الكاربراتير وليس من جهة الخزان، وعامة فإن مضخات السيارات الميكانيكية لا تولد ضغطًا كبيرًا أكبر من 10-15 باوند لكل إنش مربع، وهو ضغط أكثرمن مناسب لمعظم الكاربراتيرات.

### انحدار المضخات الميكانيكية
نتيجة لتطور المحركات من المحركات ذات الكاربراتير إلى أنظمة محركات تعمل بحقن الوقود، تم استبدال المضخات الميكانيكية لضخ الوقود بأخرى كهربائية، وذلك لأن أنظمة حق الوقود تعمل بكفاءة عالية وذلك عند ضغوط مرتفعة للوقود (حوالي 40-60 باوند لكل إنش مربع) وهو ضغط أكبر من الذي تولد المضخات ذات الحجاب، ومضخات الوقود الكهربائية عادة ما يتم وضعها داخل خزان الوقود وذلك لاستخدام الوقود داخل الخزان لتبريد المضخة ولضمان معدل ثابت لإمداد الوقود داخل المحرك.
وهنالك فائدة أخرى لتواجد المضخة بداخل خزان الوقود وهي أن المضخات الموجود داخل المحرك من الممكن أن تقوم بسحب هواء نتيجة لعدم إحكام التوصيلات بشكل جيد وهو ما يصعب تشخيصه بينا إذا حدث أي تسرب داخل مسار الضغط سوف يكشف عن نفسه مباشرة بتسرب الوقود، وتكمن خطورة المضخات الموضوعة بداخل الخزان بأنها تضع أكمل مسارات الوقود ( من الخزان وحتي المحرك) تحت ضغط مرتفع بشكل دائم، أي تسرب سيتم اكتشافه بسرعة لكن حدوثه خطر.
وتقوم مضخات الوقود الكهربائية بالعمل مباشرة بمجرد تشغيلها مالم يتم تركيب جهاز حماية ليحمي المضخة من أي خطر إذا حدث تسرب للوقود نتيجة لعطل أو حادث، مضخات لوقود الميكانيكية أكثر أمانًا بسبب ضغط التشغيل المنخفض كما أنها تتوقف عن العمل بمجرد توقف المحرك.

## المضخات الكهربائية

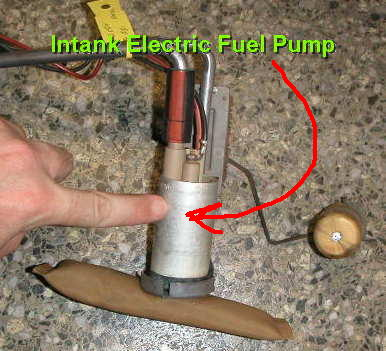
مضخة وقود كهربائية

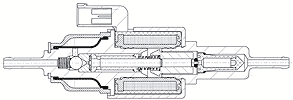
مضخة بمكبس

تحتوي مضخات الوقود الكهربائية علي الموتور الخاص بها ويتم تشغيلها بواسطة وحدة التحكم الخاصة بالمحرك، ويقوم الموتور الخاص بها بدفع الوقود من الخزان إلى المحرك عبر مسارات الوقود، وتعمل المضخات الكهربائية عادة خلال ضغوط مرتفعة بمعدل (50-200 باوند لكل إنش مربع)، ويُوجد أيضًا مضخات توضع بداخل الخزان وأخرى توضع بالخارج، فمضخات الوقود التي يتم وضعها بداخل الخزان يتم وضعها بأسفل خزان الوقود وهذا هو الوضع الأكثر شيوعًا، أما المضخات الكهربائية التي يتم وضعها خارجة الخزان فعادة ما تُوضع علي الإطار الخارجي لخزان الوقود.
وفي العديد من السيارات الحديثة تكون مضخات الوقود كهربائية وموضوعة خارج الخزان، وتقوم المضخة بالتأثير بضغط إيجابي علي الوقود مسببةً دفع الوقود إلي المحرك، وكلما ارتفع ضغط الوقود كلما زادت درجة غليانه، ووجود المضخة بداخل خزان الوقود يجعل المضخة نادرًا ما تتعامل مع بخار للوقود بشكل أقل مما حدث في المحرك وذلك لأنها مغمورة داخل سائل بارد، وهناك فائدة أخرى لوضع المضخة داخل خزان الوقود، وهي أنها ستٌضبح أقل عرضة لحدوث احتراق فيها حيث أن المكونات الكهربائية للمضخة من الممكن أن تنفجر وتُشعل بخار الوقود الموجود لكن السائل لن يشتعل، ولذلك فإن من أكثر الأماكن أمانًا لوضع المضخة هو بداخل خزان الوقود، وفي معظم السيارات تقوم مضخات الوقود بضخ وقود بمعدل ثابت ويتم إعادة الوقود الغير مستخدم مرة أخرى، وهذا يقلل من احتمالية غليان الوقود حيث أنه لا يتم ابقاؤه بجوار المحرك الساخن لفترة طويلة.
ولا تعمل المضخة بمجرد بدأ الإشعال، بل يجعل الإشعال مفتاحًا كهربائيًا يُعطي إشارة ذات تيار أكبر للمضخة لكي تعمل، وتحتوي السيارات التي تعمل بأنظمة حقن الوقود على وحدة تحكم خاصة بالمحرك والتي يتم برمجتها ببرنامج يقوم بإغلاق المضخة حتي ولو كان المحرك يعمل، وفي حالة حدوث تصادم سيعمل هذا البرنامج علي منع تدفق الوقود وتسربه من أي مسار للوقود تم قطعه في الحادث أو التصادم، بالإضافة لذلك فإن السيارات تحتوي علي مفتاح كهربائي وعادة ما يوجد تحت مقعد الراكب الأمامي والذي يعمل بمجرد حدوث تصادم ويعمل علي إغلاق مضخة الوقود في حالة انقلاب السيارة.
وبعض أنظمة التحكم الخاصة بالمحرك يتم برمجتها لغلق مضخة الوقود مباشرة إذا تم اكتشاف انخفاض في ضغط الزيت حتي لا يعاني المحرك أويتعرض لمشاكل دائمة.
وعادة ما تتركب وحدة إرسال الزيت من مضخة وقود كهربائية و مرشح وقود وجهاز إلكتروني يُستخدم لقياس كمية الوقود الموجودة في الخزان من خلال جسم طافي مرتبط بحساس يُرسل البيانات لمقياس الوقود أول بأول.

## مضخات عنفية
العديد من المحركات النفاثة مثل محركات الصواريخ تستخدم مضخات عنفية من نوع مضخات تعمل بالطرد المركزي يتم إدارتها بواسطة العنفة الغازية وفي بعض الحالات يتم استخدام محرك نفاث تضاغطي.